# Constitución de Indonesia
La Constitución de la República de Indonesia de 1945 (bahasa Indonesia: Undang-Undang Dasar Negara Republik Indonesia, Tahun 1945, UUD '45) es la base para la organización del Estado de Indonesia.
La constitución se escribió en los meses de junio, julio y agosto de 1945, cuándo Indonesia se liberaba del control japonés a fines de la Segunda Guerra Mundial. Posteriormente, esta fue abolida por la Constitución Federal de 1949 y la Constitución Provisional de 1950, pero se restauró el 5 de julio de 1959.
La Constitución de 1945 sigue la filosofía de la Pancasila, los cinco principios nacionalistas enunciados por Sukarno. Establece una separación limitada de los poderes ejecutivo, legislativo y judicial. El sistema de gobierno ha sido descrito como "presidencial con características parlamentarias."  A raíz de los disturbios acontecidos en Indonesia en mayo de 1998 y la renuncia del Presidente Suharto, se ejecutaron numerosas reformas políticas mediante enmiendas a la Constitución, lo cual resultó en modificaciones de todas las ramas del gobierno así como también en disposiciones adicionales de derechos humanos.